# Gyroselle pauciflore
Primula pauciflora
Espèce
Synonymes
Dodecatheon pulchellum (Raf.) Merr., 1948
Classification phylogénétique
La Gyroselle pauciflore (Primula pauciflora) est une espèce de plantes à fleurs de la famille des Primulaceae et de la sous-famille des Primuloideae (de).

## Description
C'est une plante herbacée vivace formant une touffe, d'une hauteur allant jusqu'à 35 cm et d'un diamètre jusqu'à 20 cm. Les feuilles sont ovales, spatulées, de 10 à 20 cm de long, de couleur vert moyen.
La floraison a lieu de mars à mai. La plante forme des ombelles de 10 à 20 fleurs de 1 à 2 cm de long, de couleur rose cerise avec le centre plus foncé.
Son cultivar le plus utilisé, D. pulchellum 'Red Wings' a des feuilles plus pâles.

## Habitat et répartition
La Gyroselle pauciflore affectionne les prairies humides et les berges de ruisseaux. On la retrouve principalement à basse élévation, mais aussi parfois en milieu alpin.
La plante est originaire d'Amérique du Nord. On la trouve au Nord-ouest des États-Unis. Au Canada, la Gyroselle pauciflore pousse au Manitoba et dans les autres provinces à l'ouest, ainsi qu'aux territoires du Nord-Ouest et du Yukon.

## Noms vernaculaires
Gyroselle pauciflore (Favreau) et giroselle à petites fleurs (Alf Erling Porsild, 1974) sont les noms vernaculaires français de l'autonyme Primula pauciflora (Greene) A.R. Mast & Reveal var. pauciflora.

## Synonymes
- Dodecatheon meadia var. macrocarpum A. Gray (≡ Primula pauciflora var. macrocarpa)
- Dodecatheon pauciflorum Greene (basionyme)
- Dodecatheon pulchellum (Raf.) Merr.
- Dodecatheon pulchellum var. macrocarpum (A. Gray) Reveal (≡ Primula pauciflora var. macrocarpa)
- Exinia pulchella Raf.

## Variétés
- Primula pauciflora var. cusickii (Greene) A.R. Mast & Reveal
- Primula pauciflora var. distola (Reveal) A.R. Mast & Reveal
- Primula pauciflora var. macrocarpa (A. Gray) A.R. Mast & Reveal
- Primula pauciflora var. monantha (Greene) A.R. Mast & Reveal
- Primula pauciflora var. shoshonensis (A. Nelson) A.R. Mast & Reveal
- Primula pauciflora var. zionensis (Reveal) A.R. Mast & Reveal

## Référence
1. ↑  Pojar, J., et A. MacKinnon. 2014. Plants of Coastal British Columbia, including Washington, Oregon and Alaska. Lone Pine. 528 p.
2. 1 2  Primula pauciflora (Greene) A.R. Mast & Reveal var. pauciflora sur Canadensys